# Paris-Roubaix 1901
Paris-Roubaix din 1901 a fost a șasea ediție a Paris-Roubaix, o cursă clasică de ciclism de o zi din Franța. Evenimentul a avut loc pe 7 aprilie 1901 și s-a desfășurat pe o distanță de 280 de kilometri de la Paris până la velodromul din Roubaix. Câștigătorul a fost Lucien Lesna din Franța.

## Rezultate
| Loc | Ciclist                  | Timp        |
| --- | ------------------------ | ----------- |
| 1   | Lucien Lesna (FRA)       | 10h 49' 36" |
| 2   | Ambroise Garin (ITA)     | +26' 00"    |
| 3   | Lucien Itsweire (FRA)    | +40' 03"    |
| 4   | Alphonse Seys (BEL)      | +59' 42"    |
| 5   | Louis Schuller (FRA)     | +1h 09' 51" |
| 6   | Alexandre Foureaux (FRA) | +1h 13' 12" |
| 7   | Jean Fischer (FRA)       | +1h 18' 03" |
| 8   | Édouard Wattelier (FRA)  | +1h 19' 36" |
| 9   | Pierre Chevalier (FRA)   | +1h 26' 00" |
| 10  | Gustave Pasquier (FRA)   | +1h 41' 13" |